# 邓兆祥
邓兆祥（1903年4月—1998年8月6日），广东高要人，中国共产黨、中华人民共和国政治人物，原副国级领导人。曾任中華民國海軍上校艦長、中国人民解放军海军少将。

## 生平
邓兆祥（中華民國煙臺海軍學校十四屆，民國十二年四月畢業）历任副部门长、部门长、副舰长、舰长等。1930年前往英国留学，就读于格林尼治皇家海军学院、英国海军鱼雷学校。1934年回国后，历任海军水鱼雷营营长、海军第二舰队司令部参谋、贵州桐梓海军学校训育主任等。1945年任长治号军舰舰长，1948年出任中华民国海军最大的巡洋舰重庆号舰长。

### 率重慶號投共
1949年2月，邓兆祥率领重庆号官兵转投中共。后被东北军区任命为中国人民解放军海军重庆号巡洋舰舰长。同年5月出任安东海军学校校长。
1949年10月，中华人民共和国成立後，邓兆祥于1950年任青岛海军快艇学校校长。1954年，他当选为第一届全国人大代表。9月，他出席第一届全国人大第一次会议讨论宪法草案，期间并发言。1955年出任第一海军学校副校长，同年授海军少将军衔。1959年，其侄子从缅甸入中国大陆，以探亲为名对其进行策反，邓兆祥毅然拒绝。1956年调海军青岛基地司令部副参谋长，次年升任基地副司令员。1960年出任北海舰队副司令员。1965年加入中国共产党。1981年任中国人民解放军海军副司令员。1985年退役，此后担任全国政协副主席。1988年获中国人民解放军胜利功勋荣誉章。1983年后，邓兆祥担任中国政协副主席，多次率政协视察团，深入中国各地调查研究，积极参政议政，为国家和军队的现代化建设进言献策。他的足迹遍及厂矿、农村、部队、学校和港口、码头、高山、海岛、草原、戈壁等。在他年事已高的晚年，仍坚持率政协视察团到各地考察工作。1996年1月，邓兆祥以93岁的高龄，赴西沙群岛看望和慰问部队，使驻岛军民受到很大的鼓舞和鞭策。
1998年8月6日在北京逝世。